# Komitet Wojskowy NATO
Komitet Wojskowy (ang. Military Committee, skr. MC) – naczelny organ wojskowy NATO.
Komitet Wojskowy NATO podlega Radzie Północnoatlantyckiej i Grupie Planowania Nuklearnego. Stanowi ważne ogniwo pomiędzy szczeblami politycznym i militarnym na poziomie strategicznym Sojuszu. Odpowiada za nadzorowanie rozwoju polityki i doktryn poprzez ścisłą współpracę z obydwoma dowódcami strategicznymi NATO w zakresie opracowania planów, formułowania zagadnień i zaleceń. Na podstawie politycznych decyzji Rady opracowuje i przekazuje dowódcom strategicznym NATO stosowne wytyczne wojskowe.

## Zadania Komitetu Wojskowego
Jego zadanie polega na wydawaniu zaleceń oraz udzielaniu opinii w sprawach wojskowych, które  potem przedstawia Radzie NATO. Wydaje również dyrektywy ogólne podległym organom.  Kieruje pracą dowództw regionalnych NATO. W skład Komitetu Wojskowego wchodzą szefowie sztabów generalnych państw członkowskich z wyjątkiem Islandii, która nie ma sił zbrojnych. Islandię reprezentuje osoba cywilna. Dla zachowania ciągłości pracy Komitetu każde państwo jest praktycznie reprezentowane przez stałego przedstawiciela. Państwa członkowskie przewodniczą przez rok Komitetowi Wojskowemu, zgodnie z porządkiem alfabetycznym języka angielskiego. Przewodniczący Komitetu Wojskowego przewodniczy zarówno spotkaniom szefów sztabów, jak i stałym sesjom. Wybierany jest przez szefów sztabów zwykle na trzyletnią kadencję.
Przewodniczący Komitetu Wojskowego kieruje bieżącymi pracami komitetu, reprezentuje Komitet Wojskowy na posiedzeniach Rady Północnoatlantyckiej, Komitetu Planowania Obrony i Grupy Planowania Nuklearnego, doradzając w kwestiach wojskowych jest rzecznikiem Sojuszu w kontaktach ze środkami masowego przekazu, składa oficjalne wizyty, podejmuje delegacje, reprezentuje Komitet Wojskowy zarówno w państwach członkowskich, jak i tych, z którymi Sojusz rozwija współpracę na bazie dialogu i partnerstwa ustanowionego w ramach Rady Współpracy Północnoatlantyckiej.  Ma do pomocy Dyrektora Międzynarodowego Sztabu Wojskowego i jego Zastępcę.

## Struktura Komitetu Wojskowego
W latach 90. XX w Komitetowi Wojskowemu podporządkowani byli:
- Naczelny Dowódca PSZ w Europie (SACEUR)
- Naczelny Dowódca PSZ Atlantyku (SACLANT)
- Dowódca PSZ Kanału La Manche (CINCHAN)
- Regionalna Grupa Planowania Strategicznego Stany Zjednoczone – Kanada

Komitetowi Wojskowemu podlega kilka specjalistycznych agencji wojskowych, jak np.: agencja do spraw standaryzacji broni. Organem wykonawczym Komitetu jest Międzynarodowy Sztab Wojskowy z siedzibą w Brukseli. W jego skład wchodzi grupa oficerów wszystkich państw członkowskich. Zajmuje się planowaniem strategicznym, operacyjnym i politycznym.

## Stały Komitet Wojskowy
4 kwietnia 1949 rozpoczęła pracę grupa robocza z zadaniem stworzenia instancji niezbędnych dla skutecznego działania Sojuszu. Grupa ta uznała, że „militarna organizacja Sojuszu powinna być kierowana przez Komitet Wojskowy składający się z przedstawicieli państw członkowskich, względnie ich szefów sztabów...”. 5 października 1949 Komitet Obrony odbył swoje pierwsze posiedzenie  i powołał na nim Komitet Wojskowy. Komitet spotkał się 6 października 1949 w Waszyngtonie na swym pierwszym posiedzeniu. 

W 1949 utworzono także pięć regionalnych grup planowania. Były to:
- Regionalna Grupa Planowania Północnego Atlantyku
- Regionalna Grupa Planowania Europy Zachodniej
- Regionalna Grupa Planowania Europy Północnej
- Regionalna Grupa Planowania Europy Południowej z zachodnią częścią Morza Śródziemnego
- Regionalna Grupa Planowania Kanada – USA

Do wsparcia Komitetu Wojskowego przy realizacji jego zadań została utworzona Stała Grupa. Francja, Wielka Brytania i Stany Zjednoczone wyznaczyły swoich przedstawicieli do Grupy oraz zapewniły techniczne i personalne jej zabezpieczenie, a pozostałe państwa NATO mianowały akredytowanych narodowych przedstawicieli, którzy mieli być w ciągłym kontakcie ze Stałą Grupą. W 1950 roku Grupa przemianowana została na Komitet Przedstawicieli Wojskowych, a w 1957  Komitet Wojskowy Stałych Przedstawicieli. W tym samym roku Komitet został poszerzony o oficerów planowania, których zadaniem było uwzględnianie poglądów narodowych.
W 1963 utworzony został Międzynarodowy Sztab Planowania. W jego skład weszli zarówno członkowie Komitetu Wojskowego Stałych Przedstawicieli, jak i przedstawiciele tych państw, które tych przedstawicieli nie miały.
Stały Komitet Wojskowy realizował swoją pracę do roku 1966. W związku z wystąpieniem Francji ze zintegrowanej struktury wojskowej Sojuszu, upadła koncepcja utworzenia egzekutywy trzech państw, które stanowiły podstawę Grupy. W związku z tym Rada Sojuszu postanowiła z dniem 1 lipca 1966 rozwiązać Grupę i Międzynarodowy Sztab Planowania, a jej obowiązki przekazać bezpośrednio Komitetowi Wojskowemu.
10 lutego 1967 został utworzony Międzynarodowy Sztab Wojskowy, który składał się z oficerów państw, wchodzących w struktury wojskowe Sojuszu.

## Obsada personalna Komitetu Wojskowego
| Imię i Nazwisko                         | Państwo           | od   | do   |
| --------------------------------------- | ----------------- | ---- | ---- |
| Rob Bauer                               | Holandia          | 2021 |      |
| Stuart Peach                            | Wielka Brytania   | 2018 | 2021 |
| Petr Pavel                              | Czechy            | 2015 | 2018 |
| Knud Bartels                            | Dania             | 2011 | 2015 |
| Giampaolo Di Paola                      | Włochy            | 2008 | 2011 |
| Raymond Henault                         | Kanada            | 2005 | 2008 |
| Harald Kujat                            | Niemcy            | 2002 | 2005 |
| Guido Venturoni                         | Włochy            | 1999 | 2002 |
| Klaus Naumann                           | Niemcy            | 1996 | 1999 |
| Richard Vincent                         | Wielka Brytania   | 1993 | 1996 |
| Vigleik Eide                            | Norwegia          | 1989 | 1993 |
| Wolfgang Altenburg                      | Niemcy            | 1986 | 1989 |
| Cornelis De Jager                       | Holandia          | 1983 | 1986 |
| Robert Falls                            | Kanada            | 1980 | 1983 |
| Herman Fredrik Zeiner-Gundersen         | Norwegia          | 1977 | 1980 |
| Peter Hill-Norton                       | Wielka Brytania   | 1974 | 1977 |
| Johannes Steinhoff                      | Niemcy            | 1971 | 1974 |
| sir Nigel Henderson                     | Wielka Brytania   | 1968 | 1971 |
| Charles de Cumont                       | Belgia            | 1964 | 1968 |
| Adolf Heusinger                         | Niemcy            | 1963 | 1964 |
|                                         |                   |      |      |
| Adolf Heusinger                         | Niemcy            | 1961 | 1963 |
| Benjamin Richard Pieter Frans Hasselman | Holandia          | 1958 | 1961 |
|                                         |                   |      |      |
| Charles de Cumont                       | Belgia            | 1962 | 1963 |
| Lyman Lemnitzer                         | Stany Zjednoczone | 1961 | 1962 |
| Louis Mountbatten                       | Wielka Brytania   | 1960 | 1961 |
| Rustu Erdelhun                          | Turcja            | 1960 | 1960 |
| J.A. Beleza Ferras                      | Portugalia        | 1959 | 1960 |
| Bjarne Øen                              | Norwegia          | 1958 | 1959 |
| Benjamin Richard Pieter Frans Hasselman | Holandia          | 1957 | 1958 |
| Giuseppe Mancinelli                     | Włochy            | 1956 | 1957 |
| Stylianos Pallis                        | Grecja            | 1955 | 1956 |
| Augustin Guillaume                      | Francja           | 1954 | 1955 |
| Erhard Jørgen Carl Quistgaard           | Dania             | 1953 | 1954 |
| Charles Foulkes                         | Kanada            | 1952 | 1953 |
| Etienne Baele                           | Belgia            | 1951 | 1952 |
| Omar Bradley                            | Stany Zjednoczone | 1949 | 1950 |

| Imię i nazwisko                   | od   | do   |
| --------------------------------- | ---- | ---- |
| gen. broni Sławomir Wojciechowski | 2022 | ---  |
| gen. broni Janusz Adamczak        | 2018 | 2022 |
| p.o. gen. dyw. Marek Mecherzyński | 2018 | 2018 |
| gen. broni Andrzej Fałkowski      | 2014 | 2018 |
| gen. dyw. Janusz Bojarski         | 2010 | 2014 |
| gen. Mieczysław Bieniek           | 2009 | 2010 |
| gen. Mieczysław Cieniuch          | 2006 | 2009 |